# TRUE BLUE (沢田研二の曲)
「TRUE BLUE」（トゥルー・ブルー）は、日本の歌手である沢田研二の50枚目のシングルである。
1988年6月25日に東芝EMIのイーストワールドレーベルより発売された。

## 解説
- CO-CóLOを率いての最後の作品で、同年発売のアルバム『TRUE BLUE』の先行シングルであるが、表題曲とB面ともにバージョンは異なっている。
- この作品からアナログ盤と並行して8cmCDでリリースされ、1989年の「ポラロイドGIRL」まで続いた。

## 収録曲
- 全編曲:CO-CóLO

1. TRUE BLUE
  - 作詞:加川良、作曲:チト河内
2. EDEN
  - 作詞:大津あきら、作曲:石間秀機